# 5e étape du Tour d'Italie 2023
Pour un article plus général, voir Tour d'Italie 2023.
La 5e étape du Tour d'Italie 2023 se déroule le mercredi 10 mai 2023 d'Atripalda à Salerne dans la région de Campanie, sur une distance de 171 km.

## Parcours
Cette étape vallonnée courue dans la région de Campanie démarre à Atripalda, cité proche d'Avellino. Elle s'oriente d'abord vers le nord pour franchir d'emblée le Passo Serra (col de 3e catégorie) puis change fréquemment de direction dans la région des collines de l'Irpinia pour finalement se diriger vers le sud en franchissant l'Oliveto Citra, l'autre col de 3e catégorie de la journée, s'oriente ensuite vers l'ouest puis rejoindre et longer la Mer Tyrrhénienne jusqu’à la ligne d’arrivée au centre de Salerne.
Les cinquante derniers kilomètres en légère descente puis plats devraient convenir aux sprinteurs. Mais, suivant la direction du vent, un risque de bordure n'est toutefois pas à exclure, surtout le long du Golfe de Salerne.

## Déroulement de la course
Dès le début de l'étape disputée sous la pluie, quatre hommes font la course en tête : le maillot bleu du meilleur grimpeur Thibaut Pinot (Groupama-FDJ), Thomas Champion (Cofidis), Samuele Zoccarato (Green Project-Bardiani) et Stefano Gandin (Corratec). Après être passé en tête du premier col de la journée, Pinot se laisse distancer et est repris par le peloton, laissant ses trois compagnons d'échappée poursuivre leur raid à l'avant. À 152 km de l'arrivée, le champion du monde Remco Evenepoel est victime d'une chute causée indirectement par la présence d'un chien sur la chaussée. Il reste une minute au sol sur le trottoir avant de se relever avec l'aide de son équipe et de réintégrer le peloton grâce à ses coéquipiers quelques kilomètres plus loin. À une centaine de kilomètres du terme, les trois fuyards (Champion, Zoccarato et Gandin) comptent un peu plus de deux minutes d'avance sur le peloton. L'écart se maintient longtemps autour de la minute mais, à 20 km de l'arrivée, Gandin et Champion sont repris par le peloton. Zoccorato fait cavalier seul encore pendant quelques kilomètres mais il est finalement rattrapé par le peloton à 6,5 km du but.
La fin de l'étape courue sur des routes mouillées provoque plusieurs chutes impliquant d'abord à 7 km de l'arrivée Primož Roglič, Fernando Gaviria et le maillot rose Andreas Leknessund puis encore Remco Evenepoel à 2,4 kilomètres de l'arrivée. Le sprint d'un peloton fortement réduit à causes des différentes chutes est remporté par l'Australien Kaden Groves (Alpecin Deceuninck) devant le maillot cyclamen Jonathan Milan alors qu'une dernière chute se produit sur la ligne d'arrivée pour Mark Cavendish.

## Résultats

### Classement de l'étape
| \| Classement de l'étape \| Classement de l'étape \| Classement de l'étape \| Classement de l'étape \| Classement de l'étape \| \| Coureur \| Coureur \| Pays \| Équipe \| Temps \| \| --------------------- \| --------------------- \| --------------------- \| ---------------------------------- \| --------------------- \| \| 1er \| Kaden Groves \| Australie \| Alpecin-Deceuninck \| 4 h 30 min 19 s \| \| 2e \| Jonathan Milan \| Italie \| Bahrain Victorious \| + 0 s \| \| 3e \| Mads Pedersen \| Danemark \| Trek-Segafredo \| + 0 s \| \| 4e \| Mark Cavendish \| Royaume-Uni \| Astana Qazaqstan Team \| + 0 s \| \| 5e \| Nicolas Dalla Valle \| Italie \| Team Corratec-Selle Italia \| + 0 s \| \| 6e \| Mirco Maestri \| Italie \| Eolo-Kometa \| + 0 s \| \| 7e \| Filippo Fiorelli \| Italie \| Green Project-Bardiani CSF-Faizanè \| + 0 s \| \| 8e \| Andrea Vendrame \| Italie \| AG2R Citroën Team \| + 0 s \| \| 9e \| Michael Matthews \| Australie \| Team Jayco AlUla \| + 0 s \| \| 10e \| Niccolò Bonifazio \| Italie \| Intermarché-Circus-Wanty \| + 0 s \| |                     |             |                                    |                 |
| |                     |             |                                    |                 |
| Source : ProCyclingStats |                     |             |                                    |                 |
| Classement de l'étape |                     |             |                                    |                 |
| Coureur | Coureur             | Pays        | Équipe                             | Temps           |
| 1er | Kaden Groves        | Australie   | Alpecin-Deceuninck                 | 4 h 30 min 19 s |
| 2e | Jonathan Milan      | Italie      | Bahrain Victorious                 | + 0 s           |
| 3e | Mads Pedersen       | Danemark    | Trek-Segafredo                     | + 0 s           |
| 4e | Mark Cavendish      | Royaume-Uni | Astana Qazaqstan Team              | + 0 s           |
| 5e | Nicolas Dalla Valle | Italie      | Team Corratec-Selle Italia         | + 0 s           |
| 6e | Mirco Maestri       | Italie      | Eolo-Kometa                        | + 0 s           |
| 7e | Filippo Fiorelli    | Italie      | Green Project-Bardiani CSF-Faizanè | + 0 s           |
| 8e | Andrea Vendrame     | Italie      | AG2R Citroën Team                  | + 0 s           |
| 9e | Michael Matthews    | Australie   | Team Jayco AlUla                   | + 0 s           |
| 10e | Niccolò Bonifazio   | Italie      | Intermarché-Circus-Wanty           | + 0 s           |

### Points attribués pour le classement par points
| Sprint intermédiaire Sant'Angelo dei Lombardi (km 65,3) | Sprint intermédiaire Sant'Angelo dei Lombardi (km 65,3) | Sprint intermédiaire Sant'Angelo dei Lombardi (km 65,3) | Sprint intermédiaire Sant'Angelo dei Lombardi (km 65,3) | Sprint intermédiaire Sant'Angelo dei Lombardi (km 65,3) |
| ------------------------------------------------------- | ------------------------------------------------------- | ------------------------------------------------------- | ------------------------------------------------------- | ------------------------------------------------------- |
|                                                         | Coureur                                                 | Pays                                                    | Équipe                                                  | Point(s)                                                |
| 1er                                                     | Stefano Gandin                                          | Italie                                                  | Corratec                                                | 12                                                      |
| 2e                                                      | Thomas Champion                                         | France                                                  | Cofidis                                                 | 8                                                       |
| 3e                                                      | Samuele Zoccarato                                       | Italie                                                  | Bardiani CSF-Faizanè                                    | 6                                                       |
| 4e                                                      | Mads Pedersen                                           | Danemark                                                | Trek-Segafredo                                          | 5                                                       |
| 5e                                                      | Jonathan Milan                                          | Italie                                                  | Bahrain Victorious                                      | 4                                                       |
| 6e                                                      | Michael Matthews                                        | Australie                                               | Jayco AlUla                                             | 3                                                       |
| 7e                                                      | Kaden Groves                                            | Australie                                               | Alpecin-Deceuninck                                      | 2                                                       |
| 8e                                                      | Alex Kirsch                                             | Luxembourg                                              | Trek-Segafredo                                          | 1                                                       |
| modifier                                                |                                                         |                                                         |                                                         |                                                         |

| Arrivée d'étape Salerne (km 171) | Arrivée d'étape Salerne (km 171) | Arrivée d'étape Salerne (km 171) | Arrivée d'étape Salerne (km 171)   | Arrivée d'étape Salerne (km 171) |
| -------------------------------- | -------------------------------- | -------------------------------- | ---------------------------------- | -------------------------------- |
|                                  | Coureur                          | Pays                             | Équipe                             | Point(s)                         |
| 1er                              | Kaden Groves                     | Australie                        | Alpecin-Deceuninck                 | 50                               |
| 2e                               | Jonathan Milan                   | Italie                           | Bahrain Victorious                 | 35                               |
| 3e                               | Mads Pedersen                    | Danemark                         | Trek-Segafredo                     | 25                               |
| 4e                               | Mark Cavendish                   | Grande-Bretagne                  | Astana Qazaqstan                   | 18                               |
| 5e                               | Nicolas Dalla Valle              | Italie                           | Corratec                           | 14                               |
| 6e                               | Mirco Maestri                    | Italie                           | Eolo-Kometa                        | 12                               |
| 7e                               | Filippo Fiorelli                 | Italie                           | Green Project-Bardiani CSF-Faizanè | 10                               |
| 8e                               | Andrea Vendrame                  | Italie                           | AG2R Citroën                       | 8                                |
| 9e                               | Michael Matthews                 | Australie                        | Jayco AlUla                        | 7                                |
| 10e                              | Niccolò Bonifazio                | Italie                           | Intermarché-Circus-Wanty           | 6                                |
| 11e                              | David Dekker                     | Pays-Bas                         | Arkéa-Samsic                       | 5                                |
| 12e                              | Simone Consonni                  | Italie                           | Cofidis                            | 4                                |
| 13e                              | Alexander Konychev               | Italie                           | Corratec                           | 3                                |
| 14e                              | Max Kanter                       | Allemagne                        | Movistar                           | 2                                |
| 15e                              | Martin Marcellusi                | Italie                           | Green Project-Bardiani CSF-Faizanè | 1                                |
| modifier                         |                                  |                                  |                                    |                                  |

### Points attribués pour le classement du meilleur grimpeur
| Passo Serra (km 11,6) 3e catégorie (3,9 km à 7,5%) | Passo Serra (km 11,6) 3e catégorie (3,9 km à 7,5%) | Passo Serra (km 11,6) 3e catégorie (3,9 km à 7,5%) | Passo Serra (km 11,6) 3e catégorie (3,9 km à 7,5%) | Passo Serra (km 11,6) 3e catégorie (3,9 km à 7,5%) |
| -------------------------------------------------- | -------------------------------------------------- | -------------------------------------------------- | -------------------------------------------------- | -------------------------------------------------- |
|                                                    | Coureur                                            | Pays                                               | Équipe                                             | Point(s)                                           |
| 1er                                                | Thibaut Pinot                                      | France                                             | Groupama-FDJ                                       | 9                                                  |
| 2e                                                 | Samuele Zoccarato                                  | Italie                                             | Bardiani CSF-Faizanè                               | 4                                                  |
| 3e                                                 | Stefano Gandin                                     | Italie                                             | Corratec                                           | 2                                                  |
| 4e                                                 | Thomas Champion                                    | France                                             | Cofidis                                            | 1                                                  |
| modifier                                           |                                                    |                                                    |                                                    |                                                    |

| Oliveto Citra (km 113,9) 4e catégorie (2,9 km à 8%) | Oliveto Citra (km 113,9) 4e catégorie (2,9 km à 8%) | Oliveto Citra (km 113,9) 4e catégorie (2,9 km à 8%) | Oliveto Citra (km 113,9) 4e catégorie (2,9 km à 8%) | Oliveto Citra (km 113,9) 4e catégorie (2,9 km à 8%) |
| --------------------------------------------------- | --------------------------------------------------- | --------------------------------------------------- | --------------------------------------------------- | --------------------------------------------------- |
|                                                     | Coureur                                             | Pays                                                | Équipe                                              | Point(s)                                            |
| 1er                                                 | Samuele Zoccarato                                   | Italie                                              | Bardiani CSF-Faizanè                                | 9                                                   |
| 2e                                                  | Thomas Champion                                     | France                                              | Cofidis                                             | 4                                                   |
| 3e                                                  | Stefano Gandin                                      | Italie                                              | Corratec                                            | 2                                                   |
| 4e                                                  | Thibaut Pinot                                       | France                                              | Groupama-FDJ                                        | 1                                                   |
| modifier                                            |                                                     |                                                     |                                                     |                                                     |

### Points attribués pour le classement des sprints intermédiaires
| Sprint intermédiaire Sant'Angelo dei Lombardi (km 65,3) | Sprint intermédiaire Sant'Angelo dei Lombardi (km 65,3) | Sprint intermédiaire Sant'Angelo dei Lombardi (km 65,3) | Sprint intermédiaire Sant'Angelo dei Lombardi (km 65,3) | Sprint intermédiaire Sant'Angelo dei Lombardi (km 65,3) |
| ------------------------------------------------------- | ------------------------------------------------------- | ------------------------------------------------------- | ------------------------------------------------------- | ------------------------------------------------------- |
|                                                         | Coureur                                                 | Pays                                                    | Équipe                                                  | Point(s)                                                |
| 1er                                                     | Stefano Gandin                                          | Italie                                                  | Corratec                                                | 10                                                      |
| 2e                                                      | Thomas Champion                                         | France                                                  | Cofidis                                                 | 6                                                       |
| 3e                                                      | Samuele Zoccarato                                       | Italie                                                  | Bardiani CSF-Faizanè                                    | 3                                                       |
| 4e                                                      | Mads Pedersen                                           | Danemark                                                | Trek-Segafredo                                          | 2                                                       |
| 5e                                                      | Jonathan Milan                                          | Italie                                                  | Bahrain Victorious                                      | 1                                                       |
| modifier                                                |                                                         |                                                         |                                                         |                                                         |

| Sprint intermédiaire Battipaglia (km 145,3) | Sprint intermédiaire Battipaglia (km 145,3) | Sprint intermédiaire Battipaglia (km 145,3) | Sprint intermédiaire Battipaglia (km 145,3) | Sprint intermédiaire Battipaglia (km 145,3) |
| ------------------------------------------- | ------------------------------------------- | ------------------------------------------- | ------------------------------------------- | ------------------------------------------- |
|                                             | Coureur                                     | Pays                                        | Équipe                                      | Point(s)                                    |
| 1er                                         | Stefano Gandin                              | Italie                                      | Corratec                                    | 10                                          |
| 2e                                          | Thomas Champion                             | France                                      | Cofidis                                     | 6                                           |
| 3e                                          | Samuele Zoccarato                           | Italie                                      | Bardiani CSF-Faizanè                        | 3                                           |
| 4e                                          | Otto Vergaerde                              | Belgique                                    | Trek-Segafredo                              | 2                                           |
| 5e                                          | Carlos Verona                               | Espagne                                     | Movistar                                    | 1                                           |
| modifier                                    |                                             |                                             |                                             |                                             |

### Bonifications
|   | Coureur           | Pays   | Équipe               | Secondes |
| - | ----------------- | ------ | -------------------- | -------- |
| 1 | Stefano Gandin    | Italie | Corratec             | 3 s      |
| 2 | Thomas Champion   | France | Cofidis              | 2 s      |
| 3 | Samuele Zoccarato | Italie | Bardiani CSF-Faizanè | 1 s      |

|   | Coureur        | Pays      | Équipe             | Secondes |
| - | -------------- | --------- | ------------------ | -------- |
| 1 | Kaden Groves   | Australie | Alpecin-Deceuninck | 10 s     |
| 2 | Jonathan Milan | Italie    | Bahrain Victorious | 6 s      |
| 3 | Mads Pedersen  | Danemark  | Trek-Segafredo     | 4 s      |

## Classements à l'issue de l'étape

### Classement général
| \| Classement général \| Classement général \| Classement général \| Classement général \| Classement général \| \| Coureur \| Coureur \| Pays \| Équipe \| Temps \| \| ------------------ \| ---------------------- \| ------------------ \| ------------------ \| ------------------ \| \| 1er \| Andreas Leknessund \| Norvège \| Team DSM \| 19 h 06 min 03 s \| \| 2e \| Remco Evenepoel \| Belgique \| Soudal Quick-Step \| + 28 s \| \| 3e \| Aurélien Paret-Peintre \| France \| AG2R Citroën Team \| + 30 s \| \| 4e \| João Almeida \| Portugal \| UAE Team Emirates \| + 1 min 00 s \| \| 5e \| Primož Roglič \| Slovénie \| Jumbo-Visma \| + 1 min 12 s \| \| 6e \| Geraint Thomas \| Royaume-Uni \| Ineos Grenadiers \| + 1 min 26 s \| \| 7e \| Aleksandr Vlasov \| Bannière neutre \| Bora-Hansgrohe \| + 1 min 26 s \| \| 8e \| Toms Skujiņš \| Lettonie \| Trek-Segafredo \| + 1 min 29 s \| \| 9e \| Tao Geoghegan Hart \| Royaume-Uni \| Ineos Grenadiers \| + 1 min 30 s \| \| 10e \| Vincenzo Albanese \| Italie \| Eolo-Kometa \| + 1 min 39 s \| |                        |                 |                   |                  |
| |                        |                 |                   |                  |
| Source : ProCyclingStats |                        |                 |                   |                  |
| Classement général |                        |                 |                   |                  |
| Coureur | Coureur                | Pays            | Équipe            | Temps            |
| 1er | Andreas Leknessund     | Norvège         | Team DSM          | 19 h 06 min 03 s |
| 2e | Remco Evenepoel        | Belgique        | Soudal Quick-Step | + 28 s           |
| 3e | Aurélien Paret-Peintre | France          | AG2R Citroën Team | + 30 s           |
| 4e | João Almeida           | Portugal        | UAE Team Emirates | + 1 min 00 s     |
| 5e | Primož Roglič          | Slovénie        | Jumbo-Visma       | + 1 min 12 s     |
| 6e | Geraint Thomas         | Royaume-Uni     | Ineos Grenadiers  | + 1 min 26 s     |
| 7e | Aleksandr Vlasov       | Bannière neutre | Bora-Hansgrohe    | + 1 min 26 s     |
| 8e | Toms Skujiņš           | Lettonie        | Trek-Segafredo    | + 1 min 29 s     |
| 9e | Tao Geoghegan Hart     | Royaume-Uni     | Ineos Grenadiers  | + 1 min 30 s     |
| 10e | Vincenzo Albanese      | Italie          | Eolo-Kometa       | + 1 min 39 s     |

| Classement par points | Classement par points  | Classement par points | Classement par points      | Classement par points |
| Coureur               | Coureur                | Pays                  | Équipe                     | Points                |
| --------------------- | ---------------------- | --------------------- | -------------------------- | --------------------- |
| 1er                   | Jonathan Milan         | Italie                | Bahrain Victorious         | 92 pts                |
| 2e                    | Kaden Groves           | Australie             | Alpecin-Deceuninck         | 91 pts                |
| 3e                    | Mads Pedersen          | Danemark              | Trek-Segafredo             | 56 pts                |
| 4e                    | Michael Matthews       | Australie             | Team Jayco AlUla           | 48 pts                |
| 5e                    | David Dekker           | Pays-Bas              | Arkéa-Samsic               | 40 pts                |
| 6e                    | Aurélien Paret-Peintre | France                | AG2R Citroën Team          | 33 pts                |
| 7e                    | Vincenzo Albanese      | Italie                | Eolo-Kometa                | 28 pts                |
| 8e                    | Stefano Gandin         | Italie                | Team Corratec-Selle Italia | 24 pts                |
| 9e                    | Arne Marit             | Belgique              | Intermarché-Circus-Wanty   | 23 pts                |
| 10e                   | Andreas Leknessund     | Norvège               | Team DSM                   | 22 pts                |

| Classement par points | Classement par points  | Classement par points | Classement par points      | Classement par points |
| Coureur               | Coureur                | Pays                  | Équipe                     | Points                |
| --------------------- | ---------------------- | --------------------- | -------------------------- | --------------------- |
| 1er                   | Jonathan Milan         | Italie                | Bahrain Victorious         | 92 pts                |
| 2e                    | Kaden Groves           | Australie             | Alpecin-Deceuninck         | 91 pts                |
| 3e                    | Mads Pedersen          | Danemark              | Trek-Segafredo             | 56 pts                |
| 4e                    | Michael Matthews       | Australie             | Team Jayco AlUla           | 48 pts                |
| 5e                    | David Dekker           | Pays-Bas              | Arkéa-Samsic               | 40 pts                |
| 6e                    | Aurélien Paret-Peintre | France                | AG2R Citroën Team          | 33 pts                |
| 7e                    | Vincenzo Albanese      | Italie                | Eolo-Kometa                | 28 pts                |
| 8e                    | Stefano Gandin         | Italie                | Team Corratec-Selle Italia | 24 pts                |
| 9e                    | Arne Marit             | Belgique              | Intermarché-Circus-Wanty   | 23 pts                |
| 10e                   | Andreas Leknessund     | Norvège               | Team DSM                   | 22 pts                |

| Classement de la montagne | Classement de la montagne | Classement de la montagne | Classement de la montagne          | Classement de la montagne |
| Coureur                   | Coureur                   | Pays                      | Équipe                             | Points                    |
| ------------------------- | ------------------------- | ------------------------- | ---------------------------------- | ------------------------- |
| 1er                       | Thibaut Pinot             | France                    | Groupama-FDJ                       | 40 pts                    |
| 2e                        | Amanuel Ghebreigzabhier   | Érythrée                  | Trek-Segafredo                     | 26 pts                    |
| 3e                        | Aurélien Paret-Peintre    | France                    | AG2R Citroën Team                  | 22 pts                    |
| 4e                        | Samuele Zoccarato         | Italie                    | Green Project-Bardiani CSF-Faizanè | 13 pts                    |
| 5e                        | Santiago Buitrago         | Colombie                  | Bahrain Victorious                 | 12 pts                    |
| 6e                        | Andreas Leknessund        | Norvège                   | Team DSM                           | 10 pts                    |
| 7e                        | Toms Skujiņš              | Lettonie                  | Trek-Segafredo                     | 10 pts                    |
| 8e                        | Thomas Champion           | France                    | Cofidis                            | 9 pts                     |
| 9e                        | Vincenzo Albanese         | Italie                    | Eolo-Kometa                        | 8 pts                     |
| 10e                       | Warren Barguil            | France                    | Arkéa-Samsic                       | 8 pts                     |

| Classement de la montagne | Classement de la montagne | Classement de la montagne | Classement de la montagne          | Classement de la montagne |
| Coureur                   | Coureur                   | Pays                      | Équipe                             | Points                    |
| ------------------------- | ------------------------- | ------------------------- | ---------------------------------- | ------------------------- |
| 1er                       | Thibaut Pinot             | France                    | Groupama-FDJ                       | 40 pts                    |
| 2e                        | Amanuel Ghebreigzabhier   | Érythrée                  | Trek-Segafredo                     | 26 pts                    |
| 3e                        | Aurélien Paret-Peintre    | France                    | AG2R Citroën Team                  | 22 pts                    |
| 4e                        | Samuele Zoccarato         | Italie                    | Green Project-Bardiani CSF-Faizanè | 13 pts                    |
| 5e                        | Santiago Buitrago         | Colombie                  | Bahrain Victorious                 | 12 pts                    |
| 6e                        | Andreas Leknessund        | Norvège                   | Team DSM                           | 10 pts                    |
| 7e                        | Toms Skujiņš              | Lettonie                  | Trek-Segafredo                     | 10 pts                    |
| 8e                        | Thomas Champion           | France                    | Cofidis                            | 9 pts                     |
| 9e                        | Vincenzo Albanese         | Italie                    | Eolo-Kometa                        | 8 pts                     |
| 10e                       | Warren Barguil            | France                    | Arkéa-Samsic                       | 8 pts                     |

| Classement du meilleur jeune | Classement du meilleur jeune | Classement du meilleur jeune | Classement du meilleur jeune | Classement du meilleur jeune |
| Coureur                      | Coureur                      | Pays                         | Équipe                       | Temps                        |
| ---------------------------- | ---------------------------- | ---------------------------- | ---------------------------- | ---------------------------- |
| 1er                          | Andreas Leknessund           | Norvège                      | Team DSM                     | 19 h 06 min 03 s             |
| 2e                           | Remco Evenepoel              | Belgique                     | Soudal Quick-Step            | + 28 s                       |
| 3e                           | João Almeida                 | Portugal                     | UAE Team Emirates            | + 1 min 00 s                 |
| 4e                           | Thymen Arensman              | Pays-Bas                     | Ineos Grenadiers             | + 2 min 33 s                 |
| 5e                           | Santiago Buitrago            | Colombie                     | Bahrain Victorious           | + 2 min 52 s                 |
| 6e                           | Einer Rubio                  | Colombie                     | Movistar Team                | + 3 min 35 s                 |
| 7e                           | Matthew Riccitello           | États-Unis                   | Israel-Premier Tech          | + 4 min 58 s                 |
| 8e                           | Laurens Huys                 | Belgique                     | Intermarché-Circus-Wanty     | + 6 min 08 s                 |
| 9e                           | Jefferson Cepeda             | Équateur                     | Caja Rural-Seguros RGA       | + 6 min 27 s                 |
| 10e                          | Ilan Van Wilder              | Belgique                     | Soudal Quick-Step            | + 6 min 47 s                 |

| Classement du meilleur jeune | Classement du meilleur jeune | Classement du meilleur jeune | Classement du meilleur jeune | Classement du meilleur jeune |
| Coureur                      | Coureur                      | Pays                         | Équipe                       | Temps                        |
| ---------------------------- | ---------------------------- | ---------------------------- | ---------------------------- | ---------------------------- |
| 1er                          | Andreas Leknessund           | Norvège                      | Team DSM                     | 19 h 06 min 03 s             |
| 2e                           | Remco Evenepoel              | Belgique                     | Soudal Quick-Step            | + 28 s                       |
| 3e                           | João Almeida                 | Portugal                     | UAE Team Emirates            | + 1 min 00 s                 |
| 4e                           | Thymen Arensman              | Pays-Bas                     | Ineos Grenadiers             | + 2 min 33 s                 |
| 5e                           | Santiago Buitrago            | Colombie                     | Bahrain Victorious           | + 2 min 52 s                 |
| 6e                           | Einer Rubio                  | Colombie                     | Movistar Team                | + 3 min 35 s                 |
| 7e                           | Matthew Riccitello           | États-Unis                   | Israel-Premier Tech          | + 4 min 58 s                 |
| 8e                           | Laurens Huys                 | Belgique                     | Intermarché-Circus-Wanty     | + 6 min 08 s                 |
| 9e                           | Jefferson Cepeda             | Équateur                     | Caja Rural-Seguros RGA       | + 6 min 27 s                 |
| 10e                          | Ilan Van Wilder              | Belgique                     | Soudal Quick-Step            | + 6 min 47 s                 |

| Classement par équipes | Classement par équipes | Classement par équipes | Classement par équipes |
| Équipe                 | Équipe                 | Pays                   | Temps                  |
| ---------------------- | ---------------------- | ---------------------- | ---------------------- |
| 1re                    | Ineos Grenadiers       | Royaume-Uni            | 57 h 21 min 58 s       |
| 2e                     | Jumbo-Visma            | Pays-Bas               | + 1 min 49 s           |
| 3e                     | Bahrain Victorious     | Bahreïn                | + 2 min 15 s           |
| 4e                     | Bora-Hansgrohe         | Allemagne              | + 3 min 22 s           |
| 5e                     | UAE Team Emirates      | Émirats arabes unis    | + 3 min 23 s           |
| 6e                     | Trek-Segafredo         | États-Unis             | + 4 min 15 s           |
| 7e                     | EF Education-EasyPost  | États-Unis             | + 4 min 55 s           |
| 8e                     | Soudal Quick-Step      | Belgique               | + 7 min 01 s           |
| 9e                     | Israel-Premier Tech    | Israël                 | + 11 min 38 s          |
| 10e                    | Groupama-FDJ           | France                 | + 12 min 00 s          |

| Classement par équipes | Classement par équipes | Classement par équipes | Classement par équipes |
| Équipe                 | Équipe                 | Pays                   | Temps                  |
| ---------------------- | ---------------------- | ---------------------- | ---------------------- |
| 1re                    | Ineos Grenadiers       | Royaume-Uni            | 57 h 21 min 58 s       |
| 2e                     | Jumbo-Visma            | Pays-Bas               | + 1 min 49 s           |
| 3e                     | Bahrain Victorious     | Bahreïn                | + 2 min 15 s           |
| 4e                     | Bora-Hansgrohe         | Allemagne              | + 3 min 22 s           |
| 5e                     | UAE Team Emirates      | Émirats arabes unis    | + 3 min 23 s           |
| 6e                     | Trek-Segafredo         | États-Unis             | + 4 min 15 s           |
| 7e                     | EF Education-EasyPost  | États-Unis             | + 4 min 55 s           |
| 8e                     | Soudal Quick-Step      | Belgique               | + 7 min 01 s           |
| 9e                     | Israel-Premier Tech    | Israël                 | + 11 min 38 s          |
| 10e                    | Groupama-FDJ           | France                 | + 12 min 00 s          |

## Abandons
- Valerio Conti (Corratec) : non-partant
- Rémy Rochas (Cofidis) : non-partant
- Ramon Sinkeldam (Alpecin-Deceuninck) : non-partant